# Automolis cinctella
Automolis cinctella là một loài bướm đêm thuộc phân họ Arctiinae, họ Erebidae.